# Baia de Fier
Baia de Fier – wieś w Rumunii, w okręgu Gorj, w gminie Baia de Fier. W 2011 roku liczyła 3195 mieszkańców.